# Ugo Cavallero
Ugo Cavallero (Casale Monferrato, 20 settembre 1880 – Frascati, 13 settembre 1943) è stato un generale e politico italiano, veterano della guerra italo-turca e della prima guerra mondiale dove, in qualità di Capo ufficio operazioni del comando supremo, fu tra gli estensori dei piani operativi della battaglia del solstizio e della successiva battaglia di Vittorio Veneto che gli valsero la Croce di Ufficiale dell'Ordine militare di Savoia..
Dopo una parentesi come direttore generale della Pirelli, il 4 maggio 1925 fu chiamato da Benito Mussolini a ricoprire la carica di sottosegretario di Stato al Ministero della guerra, carica che mantenne fino al novembre 1928, per poi assumere la presidenza dell'Ansaldo fino al 1933. Richiamato in servizio attivo nel novembre 1937, fu nominato comandante delle truppe dell'Africa Orientale Italiana, alle dipendenze del viceré d'Etiopia Amedeo di Savoia-Aosta; con lo scoppio della seconda guerra mondiale ricoprì l'incarico di capo di stato maggiore generale in sostituzione del dimissionario Badoglio, dirigendo personalmente la campagna contro la Grecia fino alla sua conclusione nel maggio 1941 e gestendo contemporaneamente la partecipazione italiana all'invasione della Jugoslavia.
Supervisionò poi le campagne delle forze italo-tedesche in Africa settentrionale (comandate sul campo da Erwin Rommel) e del Corpo di spedizione italiano in Russia (capitanato da Giovanni Messe e, diventato ARMIR, da Italo Gariboldi). Dopo la caduta del fascismo fu imprigionato su ordine di Badoglio, dapprima a Palazzo Madama e poi a Forte Boccea, venendo liberato dai tedeschi dopo la firma dell'armistizio di Cassibile. Dopo il rifiuto di assumere il comando delle forze italiane che avessero voluto continuare la guerra a fianco della Germania, fu trovato cadavere la mattina del 14 settembre 1943 con un colpo di pistola alla tempia destra, fatto, tra gli altri, che  lasciò dubbi sulla meccanica della morte, visto che era mancino

## Biografia
Nacque a Casale Monferrato il 20 settembre 1880, figlio di Gaspare Cavallero e Maria Scagliotti. Intraprese la carriera militare nel 1898, entrando nella Regia Accademia Militare di Modena da cui uscì sottotenente di fanteria nel 1900, assegnato al 59º Reggimento fanteria. Promosso tenente nel 1903, divenne insegnante presso la scuola di tiro di Parma nel 1904 e, distintosi per la vasta cultura, fu ammesso a frequentare la Scuola di guerra dell’esercito, classificandosi primo nel suo corso e venendo ammesso allo Stato maggiore.
A partire dal 1911 partecipò alla guerra italo-turca in forza al 34º Reggimento fanteria, venendo promosso capitano nel febbraio 1912 e addetto allo Stato maggiore della 1ª Divisione di Torino in Libia; fu poi decorato con una Medaglia di bronzo al valor militare per lo scontro di Sidi Garbà, 12 km a sud-ovest di Derna, avvenuto il 16 maggio 1913. Rientrato in Italia fu assegnato al 1º Reggimento alpini.
Laureato in matematica a Torino, aveva una buona conoscenza del tedesco. All’atto dell’entrata in guerra dell'Italia, avvenuta il 24 maggio 1915, entrò a far parte dell'ufficio operazioni del neocostituito comando supremo, venendo promosso maggiore nell’ottobre dello stesso anno e decorato con la Croce di Cavaliere dell'Ordine militare di Savoia nell’agosto 1916.
Tenente colonnello dal 31 maggio 1917, si distinse durante le fasi della ritirata successiva alla disfatta di Caporetto, tanto da ottenere le promozione a colonnello e la nomina a capo ufficio operazioni del comando supremo, divenendo stretto collaboratore del vicecapo di stato maggiore, tenente generale Pietro Badoglio. Si distinse ancora nella preparazione dei piani per la battaglia del solstizio e in quella vittoriosa di Vittorio Veneto,, che gli valsero la Croce di Ufficiale dell'Ordine militare di Savoia e la promozione a generale di brigata per meriti eccezionali all’età di trentotto anni.

### In ausiliaria
Nel 1919 rappresentò l'Italia presso il Comitato interalleato di Versailles e nel 1920 lasciò il Regio Esercito, collocato a domanda in posizione ausiliaria speciale, entrando nell'industria privata per assumere poi la carica di direttore generale della Pirelli. In quegli anni, pur senza assumere una definitiva posizione, strinse forte amicizia con Roberto Farinacci, il ras di Cremona.
Dal maggio 1925 al novembre 1928 fu chiamato da Benito Mussolini, in sostituzione del generale Ambrogio Clerici, a ricoprire la carica di sottosegretario al Ministero della guerra. Nel 1926 fu nominato senatore del Regno e nel 1927 fu promosso generale di divisione. In quegli anni ruppe i rapporti con Badoglio, che allora ricopriva la carica di Capo di stato maggiore generale.
Alla fine del 1928 fu rimosso dall'incarico, su iniziativa del re Vittorio Emanuele III, dopo uno spiacevole episodio d'intolleranza pubblico avvenuto tra lui e Badoglio e, lasciato l’incarico, ricevette il titolo di conte, assumendo poi la presidenza della società Ansaldo di Genova-Comigliano. Pur lavorando molto nell'ammodernamento della produzione bellica, nel 1933 fu coinvolto nel cosiddetto scandalo delle corazze destinate a un incrociatore della Regia Marina e dovette lasciare l’incarico.

### Il ritorno nell'esercito
Fu delegato alla conferenza sul disarmo di Ginevra, fu promosso generale di corpo d'armata nel 1936 e nel novembre 1937 venne richiamato in servizio attivo, nominato comandante delle truppe dell'Africa Orientale Italiana. Ricoprì tale incarico fino alla primavera del 1939 quando, entrato in contrasto con il viceré Amedeo di Savoia-Aosta, rientrò in patria nel marzo 1940, nominato generale d'armata e decorato di medaglia d'argento al valor militare, per assumere la vice presidenza della commissione economica e militare per l'applicazione del Patto d'Acciaio con la Germania.
Dal 5 dicembre 1940 all'inizio del 1943 ricoprì l'incarico di capo di stato maggiore generale in sostituzione del dimissionario Badoglio, ereditando una situazione militare compromessa sia in Africa settentrionale sia in Albania. Recatosi più volte sul fronte con la Grecia, dal 30 dicembre 1940 sostituì "de facto" Ubaldo Soddu nella carica di comandante del gruppo d'armate, lasciando temporaneamente le sue funzioni di capo di stato maggiore al sottocapo Alfredo Guzzoni. Riuscì a fermare l’offensiva dell’esercito greco lanciata nel gennaio 1941 dal suo omologo Alexandros Papagos e che avrebbe dovuto portare alla rottura del fronte e alla resa delle truppe italiane in Albania.

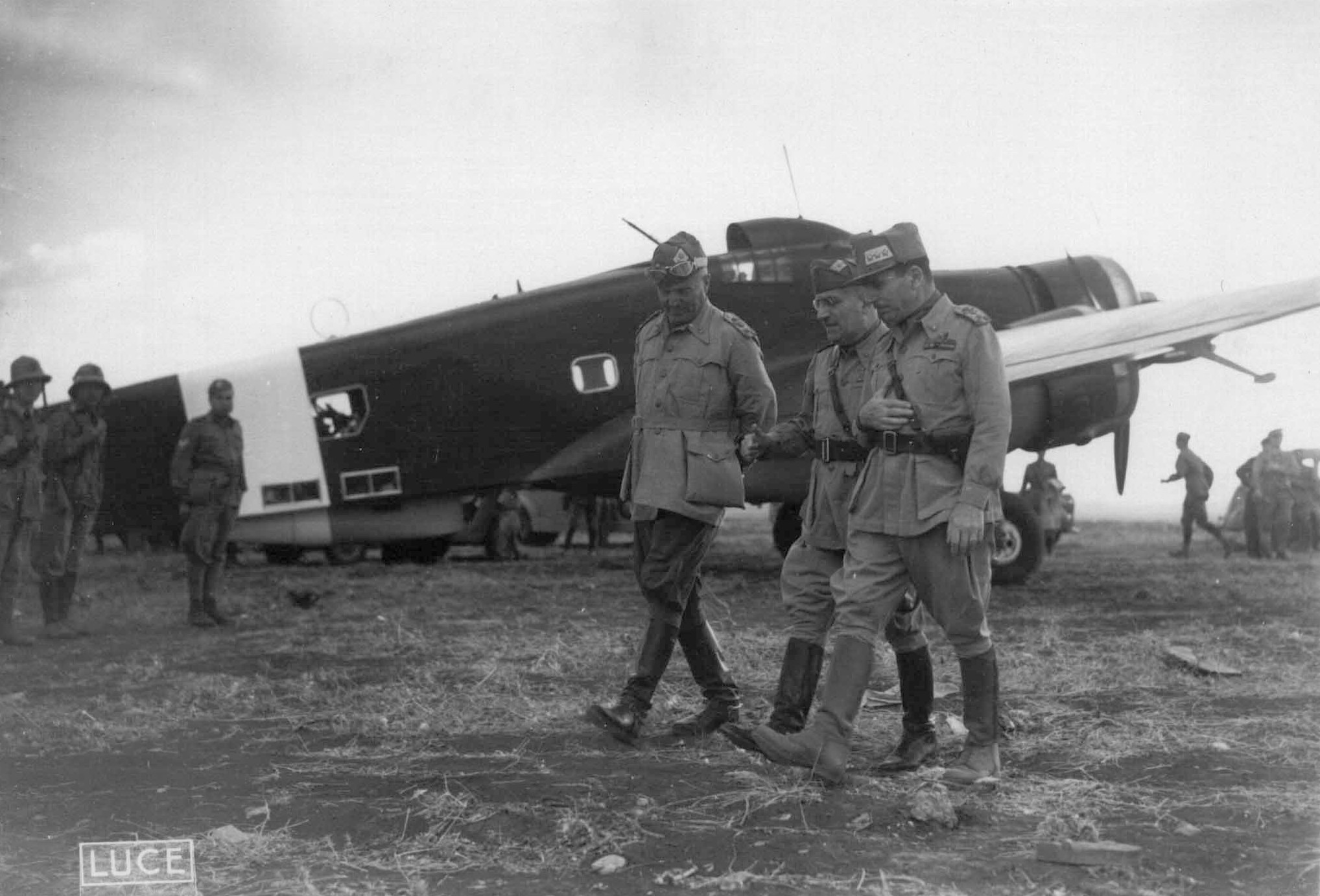
I generali Ugo Cavallero, Ettore Bastico e Curio Barbasetti di Prun impegnati in una discussione, fotografati su un campo d'aviazione in Libia nel 1942

Nell'aprile del 1941, Cavallero approfittò dell'attacco tedesco in Grecia e in Jugoslavia per perseguire gli obiettivi militari italiani sul fronte greco-albanese e su quello dalmata. Pose quindi termine con successo alla campagna balcanica, per quanto ciò fosse avvenuto in seguito all'intervento della Germania.
Rientrato a Roma nel maggio 1941, dopo la resa della Grecia, congedò Guzzoni, reo di essersi dimostrato troppo indipendente al tempo della preparazione dell'attacco alla Jugoslavia, e, ottenuta l’approvazione della legge del 27 giugno 1941 che gli dava poteri direttivi sui capi di stato maggiore delle tre forze armate, riorganizzò razionalmente il comando supremo per poter esercitare l’effettivo coordinamento interforze ed effettuare l’opportuno controllo su tutti i settori della nazione in guerra. La sua acquiescenza al desiderio di Mussolini di inviare truppe a combattere sul fronte russo, portò all'invio di forze sempre più numerose a partire dal primo semestre 1942, che assorbirono la totalità delle moderne artiglierie disponibili e l’utilizzo di oltre 16.000 automezzi che sarebbero stati indispensabili sul fronte libico.
Egli ebbe sempre un'acuta percezione dei problemi della guerra sul teatro mediterraneo e africano, tanto che dal maggio 1941 al giugno 1942 si recò in A.S.I. ben tredici volte, e fu instancabile sostenitore dell'operazione C3, la prevista invasione dell'isola di Malta, messa in programma dalla fine del 1941. La realizzazione di tale operazione fu definitivamente vanificata nel giugno 1942 quando Hitler, dopo la caduta di Tobruch, decise che Rommel avrebbe inseguito le truppe inglesi in Egitto, rinunciando all'occupazione di Malta. Tale attacco era stato approvato dal Führer solo due mesi prima durante un incontro tenutosi al Berghof alla presenza di Mussolini e Cavallero.
Promosso maresciallo d'Italia il 1º luglio 1942 per ragioni di opportunità nei confronti del generale tedesco Erwin Rommel, nominalmente alle sue dipendenze. 
Nell'autunno 1942, dopo la sconfitta di El Alamein e lo sbarco anglo-americano nell'Africa francese, fu impegnato nei complessi problemi dell'evacuazione della Libia e della creazione di una testa di ponte in Tunisia. Cavallero fu rimosso dall’incarico alla fine del gennaio 1943, sostituito dal generale Vittorio Ambrosio.
Dopo la caduta del fascismo, avvenuta il 25 luglio 1943, il nuovo capo del governo Badoglio lo fece arrestare, accusandolo di preparare un colpo di Stato fascista. Per il suo rango di senatore gli fu consentito di evitare il carcere e di essere rinchiuso in Palazzo Madama. Successivamente fu liberato per iniziativa di Vittorio Emanuele III, ma venne nuovamente arrestato alla fine di agosto e imprigionato a Forte Boccea. Interrogato dal generale Giacomo Carboni mentre si trovava nel carcere militare, egli stese di proprio pugno un memoriale, con il quale volle dimostrare che anche lui aveva preparato un colpo di Stato contro Mussolini e che anche lui aveva pensato proprio a Badoglio come Capo del Governo. Badoglio non solo non lo fece uscire dal carcere, ma quando fuggì da Roma si dimenticò il memoriale ben in vista sulla sua scrivania della Presidenza del Consiglio.
A seguito dell'armistizio di Cassibile e dell'occupazione di Roma da parte dei tedeschi, il 12 settembre 1943 fu liberato e trasferito presso il comando tedesco di Frascati, ove il Feldmaresciallo Albert Kesselring gli propose, a nome di Hitler, di guidare le forze armate italiane che avessero desiderato continuare la guerra a fianco della Germania; tuttavia egli rifiutò di assumere tale incarico per non scatenare una guerra civile. Quando il giorno successivo Kesselring alzò il calice esclamando di voler brindare alla salute del nuovo comandante dell’Esercito Italiano, Cavallero rispose Brindo alla salute del Re d’Italia.

### La morte misteriosa
Rivide per poco la moglie, la contessa Olga Grillo,  e incrociò il maresciallo d’Italia Enrico Caviglia, cui confidò sottovoce i timori che i tedeschi intendessero ucciderlo. La mattina del 14 settembre 1943 fu trovato il cadavere, ucciso da un colpo di pistola alla tempia destra (egli però era mancino) su una sedia di vimini nel giardino dell'Albergo Belvedere di Frascati, ove era rimasto "ospite" di Kesselring, suo amico personale: proprio in quella giornata era previsto il suo trasferimento a Monaco di Baviera.
Il romanzo storico di Gerlando Fabio Sorrentino La benda al cuore è dedicato al tema della misteriosa morte di Ugo Cavallero.
Nel 2011 il comune di Casale Monferrato gli intitolò i giardini fra i viali Ottavio Marchino e Giolitti, non senza polemiche, poiché alcuni lo ritennero troppo legato al fascismo e responsabile del massacro di circa 2 000 etiopici (fra cui donne e bambini), sterminati con gas iprite e lanciafiamme tra il 9 e l’11 aprile 1939 nella strage di Zeret.

### Controversie

Il maresciallo Ugo Cavallero con il generale Giacomo Carboni in una foto risalente all'inizio del 1943

L'opinione su Cavallero in merito alle sue capacità gestionali e militari durante la seconda guerra mondiale è divisa e oggetto di controversie. Galeazzo Ciano, ministro degli esteri, fu il suo critico più duro. Nel proprio diario egli riporta che Cavallero, per assecondare i sogni di onnipotenza di Mussolini, fece ripetutamente credere al duce che la produzione di cannoni e pezzi di artiglieria, carri armati e altro materiale bellico fosse sempre ottimale, mentre in conversazioni private con lo stesso Ciano ammetteva che le cifre comunicate indicavano semplicemente "il potenziale" che l'industria italiana avrebbe potuto sviluppare, laddove la produzione effettiva era in realtà molto al di sotto di quei numeri. Ciano sostiene anche che la nomina a maresciallo d'Italia di Cavallero suscitò scandalo nelle Forze Armate e riporta anche racconti di sottoposti e diplomatici che osservarono Cavallero far sparire dalle località nelle quali era inviato (Albania, Grecia, Nord Africa) pezzi di antiquariato, derrate alimentari e valuta preziosa.
Altri riconoscono a Cavallero il merito di aver migliorato una situazione trovata ai vertici delle forze armate già compromessa, di aver portato personalmente a termine la campagna nella penisola balcanica, e di aver avuto una particolare attenzione verso l'Africa settentrionale. Secondo Lucio Ceva, le dure critiche di Ciano a Cavallero sarebbero frutto di una progressiva lotta di potere tra i due.

### Nella massoneria
Nel 1907 fu iniziato in Massoneria nella loggia "Dante Alighieri" di Torino del Grande Oriente d'Italia. Passato in seguito alla loggia "Nazionale" di Roma, della Serenissima Gran Loggia di rito scozzese antico ed accettato, il 15 agosto 1918 fu elevato al 33° e massimo grado del rito. Rimase in attività fino al 1925.

### Annotazioni
1. ↑  È quasi certo che ebbe un ruolo di primo piano nella riforma dell’esercito avvenuta nel 1927, che ridusse grandemente i poteri del Capo di stato maggiore generale.
2. ↑  Durante una cerimonia militare i due generali non si salutarono: Badoglio, ritenendosi superiore come maresciallo e capo di stato maggiore generale, aspettava il saluto del Cavallero che, a sua volta, si riteneva superiore in qualità di sottosegretario e attendeva che fosse l'altro a fare la prima mossa.
3. ↑  Le corazze applicate a un incrociatore non corrispondevano ai campioni, i cui marchi erano stati contraffatti. La documentazione disponibile non consente di stabilire se vi fosse una sua responsabilità personale; alcuni storici e memorialisti della seconda guerra mondiale accusarono Cavallero di averne tratto illeciti profitti.
4. ↑  Nel Diario di Galeazzo Ciano, sono riportate le rimostranze degli alti ufficiali italiani e di membri del governo che reputarono al tempo la promozione di Cavallero come uno "scandalo".
5. ↑  Nonostante le divergenze con Rommel, Cavallero consigliò sempre ai suoi subordinati Ettore Bastico, Gastone Gambara, Italo Gariboldi di andare d'accordo con il generale tedesco.
6. ↑  Dal matrimonio erano nati due figli, Maria Grazia e Carlo.
7. ↑  Secondo il sarcastico commento di Mussolini, Cavallero fu suicidato dalla destra di Kesselring.
8. ↑  Anche il viceré d'Etiopia Amedeo di Savoia duca d'Aosta riferì tale notizia, quando Cavallero lasciò l'Africa Orientale Italiana per rientrare in Italia.

### Fonti
1. 1 2  Bianchi 2012, p. 56.
2. 1 2 3 4 5 6 7 8 9 10 11 12 13 14 15  Bianchi 2012, p. 58.
3. ↑   Luigi Angelino, Intitolati i giardini a Ugo Cavallero. Contestazione durante la cerimonia, in Il Monferrato, 31 ottobre 2011. URL consultato il 12 settembre 2020.
4. 1 2 3 4 5 6 7 8 9 10 11 12  Bianchi 2012, p. 57.
5. 1 2 3 4  Tucker 2016, p. 375.
6. 1 2 3 4 5 6 7 8 9 10 11 12  Ferrara 2010, p. 38.
7. ↑  http://www.difesa.it/SMD_/CaSMD/CapiSMD/Pagine/Maresciallo_Ugo_CAVALLERO.aspx.
8. 1 2 3 4 5 6 7 8 9 10 11 12 13 14 15 16 17 18 19  Roberto Cecini, I generali di Mussolini, Newton & Compton Editori, Roma, 2016.
9. ↑  Ugo Cavallero / Deputati /  Camera dei deputati - Portale storico
10. ↑  CAVALLERO, Ugo
di Lucio Ceva - Dizionario Biografico degli Italiani - Volume 22 (1979)
11. ↑  Tucker 2016, p. 101.
12. ↑  Ferrari Zumbini, Appunti e spunti per una storia del Parlamento come amministrazione. Il Senato, in "Rivista di storia del Diritto italiano", 1987.
13. ↑  Roberto Coaloa, I gerarchi dimenticati da "lui", in Il Sole 24 Ore, 12 agosto 2012.
14. 1 2   Lucio Ceva, Ugo Cavallero, in Dizionario biografico degli italiani, vol. 22, Roma, Istituto dell'Enciclopedia Italiana, 1979.
15. ↑  Biografia ufficiale di Ugo Cavallero Archiviato il 2 ottobre 2010 in Internet Archive..
16. ↑   Fabio Sorrentino Gerlando, La benda al cuore, Pav Edizioni, 2023, ISBN 979-12-5973-626-0. URL consultato il 24 giugno 2024.
17. 1 2  Galeazzo Ciano, Diario 1939-1943, vol. 1 e 2, Rizzoli, Milano, 1963.
18. ↑  Maresciallo d'Italia Ugo Cavallero.
19. ↑  La tragedia di Ugo Cavallero Archiviato il 4 marzo 2016 in Internet Archive..
20. ↑  V. Gnocchini, L'Italia dei Liberi Muratori, Mimesis-Erasmo, Milano-Roma, 2005, p. 65.
21. ↑  L. Pruneti, Aquile e Corone, L'Italia il Montenegro e la massoneria dalle nozze di Vittorio Emanuele III ed Elena al governo Mussolini, Le Lettere, Firenze,  2012, p. 112.
22. ↑   Gianfranco de Turris, Esoterismo e fascismo Immagini e documenti inediti, Edizioni Mediterranee, 2015,  p. 47, ISBN 9788827226353.
23. ↑  Registrato alla Corte dei Conti lì 30 maggio 1940, registro 18, foglio 190.
24. ↑  tracesofwar.com.
25. ↑  Scherzer 2007, p. 258.